# Gerolsheim

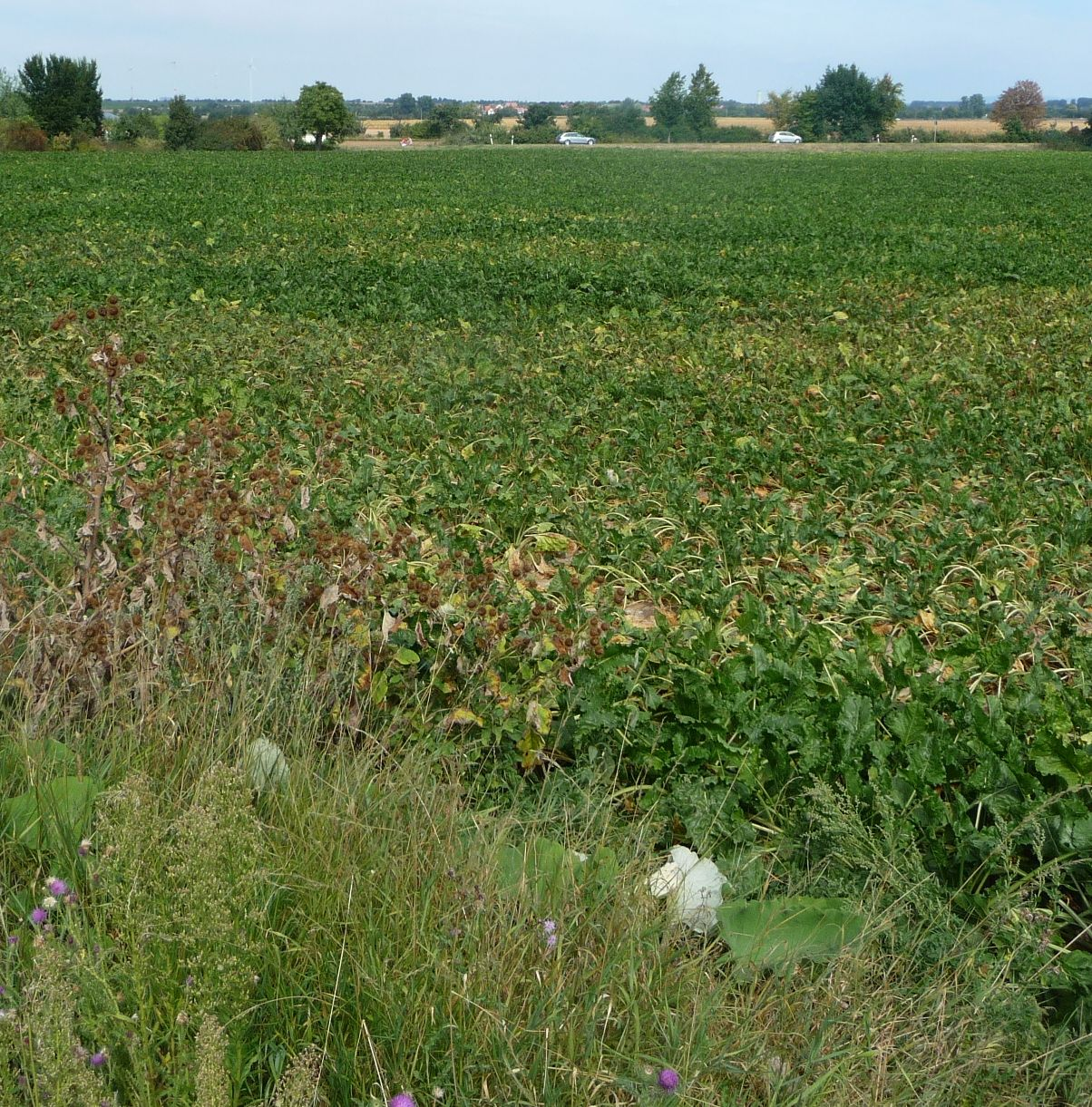
Landschaftsbild auf der Gemarkung von Gerolsheim

Gerolsheim ist eine Ortsgemeinde im rheinland-pfälzischen Landkreis Bad Dürkheim. Sie liegt im Nordwesten der europäischen Metropolregion Rhein-Neckar und gehört der Verbandsgemeinde Leiningerland an.

## Geographie
Die Gemeinde befindet sich innerhalb der Oberrheinischen Tiefebene im Nordosten des Landkreises Bad Dürkheim. Unmittelbar östlich schließt sich bereits der Rhein-Pfalz-Kreis an. Durch den Norden der Gemeindegemarkung verläuft der Kühweidegraben, der an der östlichen Gemarkungsgrenze von links in den weiter südlich befindlichen Altbach mündet. Teil der Gemarkung ist darüber hinaus die Ostflanke des Palmberg. Zur Gemeinde gehört zusätzlich der Wohnplatz Willersinnstraße 2.

## Geschichte
Im Jahr 915 wurde Gerolsheim als Geroltesheimero erstmals urkundlich erwähnt. Während der Zeit der Stammesherzogtümer lag der Ort im Herzogtum Franken. Im Jahr 985 wurde er Opfer des Salischen Kirchenraubs.
Von 1798 bis 1814, als die Pfalz Teil der Französischen Republik (bis 1804) und anschließend Teil des Napoleonischen Kaiserreichs war, war Gerolsheim innerhalb des Départements du Mont-Tonnerre in den Kanton Frankenthal eingegliedert und besaß eine eigene Mairie. 1815 hatte der Ort insgesamt 640 Einwohner. wurde das Dorf nach dem Wiener Kongress Österreich zugeschlagen. Bereits ein Jahr später wechselte es wie die gesamte Pfalz in das Königreich Bayern. Von 1818 bis 1862 gehörte der Ort dem Landkommissariat Frankenthal an; aus diesem ging das Bezirksamt Frankenthal  hervor.
Ab 1939 war die Gemeinde Bestandteil des Landkreises Frankenthal (Pfalz). Nach dem Zweiten Weltkrieg wurde der Ort innerhalb der französischen Besatzungszone Teil des damals neu gebildeten Landes Rheinland-Pfalz. Im Zuge der ersten rheinland-pfälzischen Verwaltungsreform wechselte der Ort in den neu geschaffenen Landkreis Bad Dürkheim. Drei Jahre später wurde Gerolsheim Bestandteil der ebenfalls neu geschaffenen Verbandsgemeinde Grünstadt-Land. 2018 erfolgte die Zuordnung zur Verbandsgemeinde Leiningerland.
Die Sondermülldeponie Gerolsheim wurde 2003 nach jahrzehntelangen Bemühungen der Anlieger geschlossen.
Die im Ort lebenden Juden besuchten einst die Synagoge in Dirmstein.

### Konfessionsstatistik
2007 waren 41,2 % der Einwohner evangelisch und 29,5 % katholisch. Die übrige 29,3 % gehörten einer anderen Glaubensgemeinschaft an oder waren konfessionslos. Der Anteil der Protestanten und Katholiken an der Gesamtbevölkerung ist seitdem jährlich um 1 Prozentpunkt gesunken. Ende Januar 2025 hatten 27,2 % der Einwohner die evangelische Konfession und 20,9 % die katholische. 52,9 % gehörten entweder einer anderen Glaubensgemeinschaft an oder waren konfessionslos.

## Politik

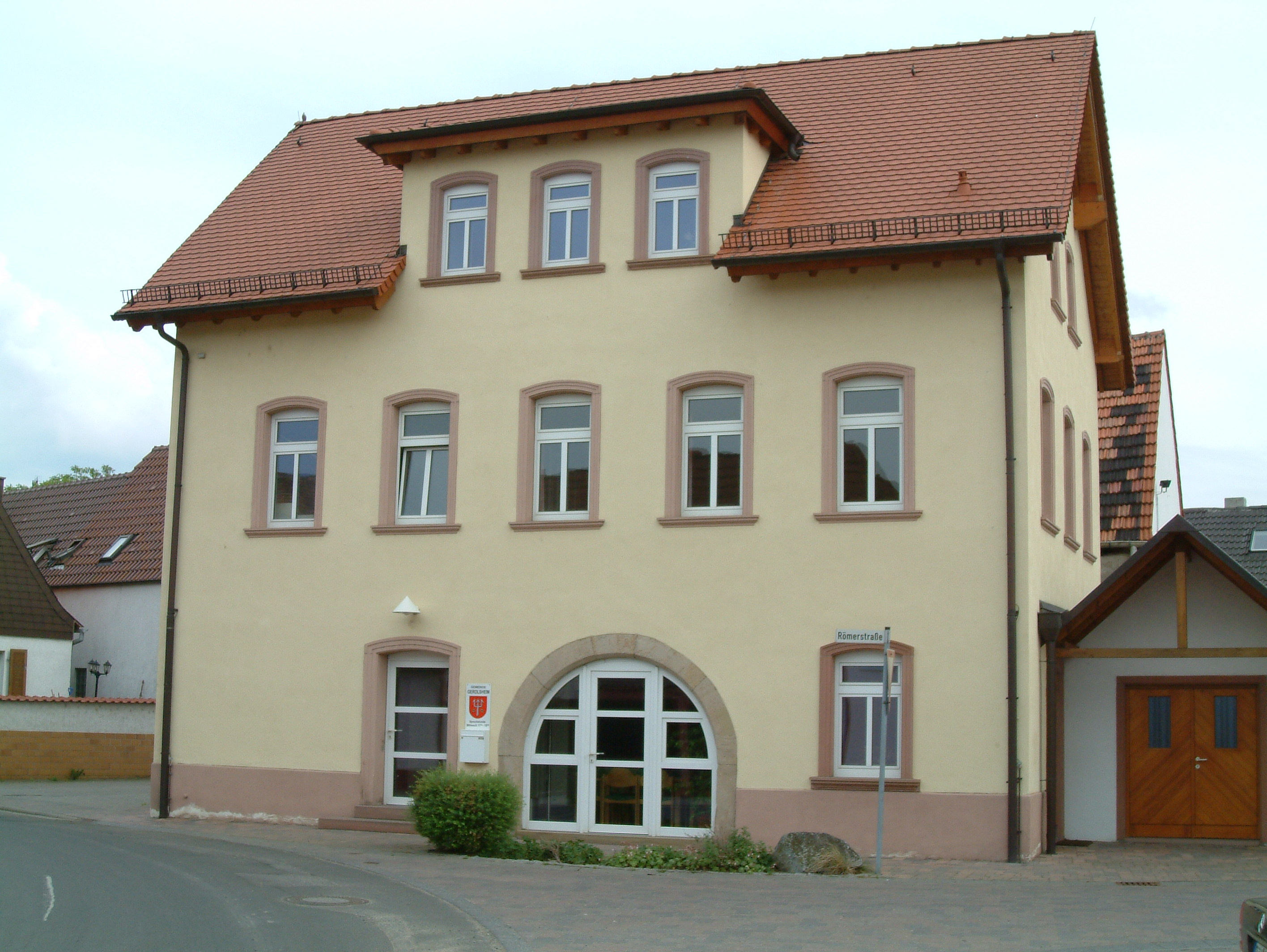
Rathaus von Gerolsheim

### Gemeinderat
Der Gemeinderat in Gerolsheim besteht aus 16 Ratsmitgliedern, die bei der Kommunalwahl am 9. Juni 2024 in einer personalisierten Verhältniswahl gewählt wurden, und dem ehrenamtlichen Ortsbürgermeister als Vorsitzendem.
Die Sitzverteilung im Gemeinderat:
| Wahl | SPD | CDU | FWG | Gesamt   |
| ---- | --- | --- | --- | -------- |
| 2024 | 1   | 3   | 12  | 16 Sitze |
| 2019 | 3   | 3   | 10  | 16 Sitze |
| 2014 | 3   | 4   | 9   | 16 Sitze |
| 2009 | 4   | 3   | 9   | 16 Sitze |
| 2004 | 5   | –   | 11  | 16 Sitze |

- FWG = Freie Wählergruppe Gerolsheim e. V.

### Wappen
| Wappen von Gerolsheim | Blasonierung: „In Rot ein dreizackiges silbernes Fischspeereisen, unten beidseits von je einer goldenen Rose mit blauen Butzen beseitet.“                                              |
| Wappen von Gerolsheim | Wappenbegründung: Es wurde 1926 vom Bayerischen Staatsministerium des Innern genehmigt und geht zurück auf ein Siegel von 1541. Der Dreizack steht für den Kirchenpatron St. Leodegar. |

## Kultur und Sport

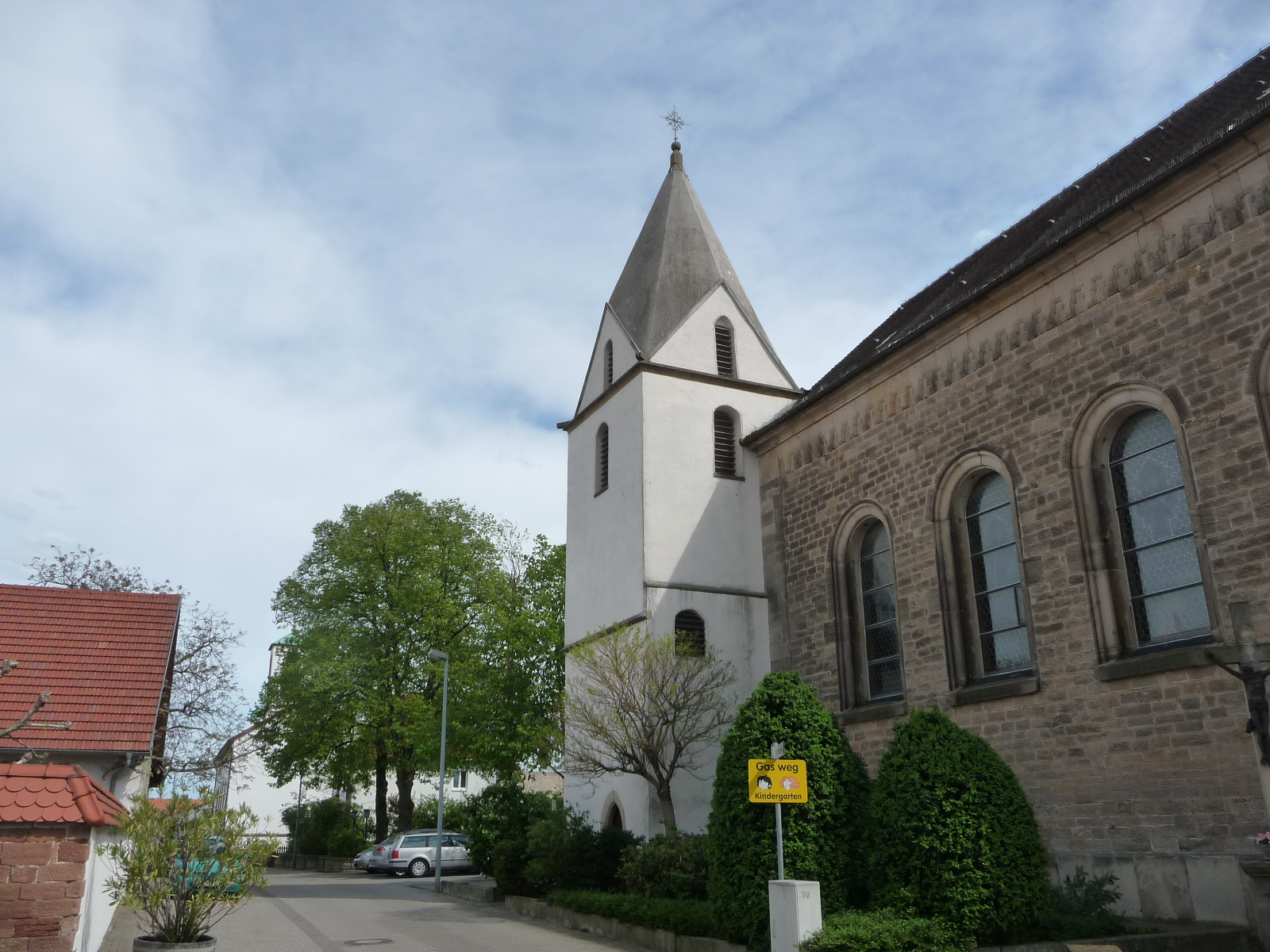
Denkmalgeschützte katholische Kirche

### Kulturdenkmäler
Vor Ort befinden sich insgesamt elf Objekte, die unter Denkmalschutz stehen.

### Veranstaltungen
Jährlich findet an Sonntag Laetare an einem Sonntag der Stabausumzug statt.

### Sport
Bekanntester Verein der Gemeinde ist der Turn- und Sportverein (TuS) Gerolsheim 1892, der im Sportkegeln seit mehr als zwanzig Jahren in der Bundesliga beim DKBC, seit 2012 in der DCU spielt. Die Kegelabteilung ist ebenfalls bei Meisterschaften vertreten. Dort spielt auch der Scherenkegler Holger Mayer.

## Wirtschaft und Infrastruktur

### Wirtschaft
In Gerolsheim gibt es Kleingewerbe sowie Bauern- und Winzerbetriebe. Die Gemeinde ist Bestandteil des Weinanbaugebiets Pfalz. Die Gebietswinzergenossenschaft Palmberg, 1958 gegründet, lag je zur Hälfte auf Gerolsheimer und Laumersheimer Gemarkung und hatte ihren Sitz am Fuße des Palmbergs, ehe sie 2018 mit Vier Jahreszeiten Winzer fusionierte. Die Weinlagen sind Klosterweg und Lerchenspiel, die zur Großlage Schwarzerde gehört. Bedingt durch starken Bevölkerungsanstieg wurden Umbauten, Erweiterungen und Neubauten an Friedhof, Schule, Kindergarten und Kinderspielplätzen notwendig. Ebenfalls als Folge steigender Einwohnerzahlen haben sich Vereine, die sich in vielen Interessengebieten engagieren, wesentlich vergrößert oder sind neu gegründet worden.
Die Errichtung des Dorfgemeinschaftshauses einschließlich Sport- und Außenanlagen, ein Biotop, der Festplatz und das sanierte Rathaus ermöglichen sportliche, gesellschaftliche und kulturelle Entfaltung.

### Verkehr
Mitten durch Gerolsheim verläuft die Landesstraße 520, die den Ort mit Heßheim und mit Großkarlbach verbindet. In der Ortsmitte wird sie von der Kreisstraße 24 gekreuzt, die eine Verbindung mit Dirmstein und Lambsheim schafft.
Der Ort liegt im Verkehrsverbund Rhein-Neckar und ist über die von PalatinaBus betriebene Buslinie 482 und 461 von Verkehrsbetriebe Leininger Land (VLL) an das Nahverkehrsnetz angebunden.

## Persönlichkeiten

### Ehrenbürger
- 23. Oktober 2004: Adolf Buch, 40 Jahre Kommunalpolitiker, davon knapp 25 Jahre als Ortsbürgermeister
- 23. Oktober 2004: Ilse Buch, Ehefrau von Adolf Buch, 40 Jahre Sozial- und Vereinsarbeit

### Weitere Persönlichkeiten
- Johann Georg von der Hauben (1657–1717), Ortsherr und Feldmarschallleutnant der kaiserlichen Reichsarmee; Epitaph in der katholischen Kirche